# James H. Brady
James Henry Brady, född 12 juni 1862 i Indiana County, Pennsylvania, död 13 januari 1918 i Washington, D.C., var en amerikansk republikansk politiker. Han var guvernör i delstaten Idaho 1909–1911 och ledamot av USA:s senat från 6 februari 1913 till sin död.
Brady flyttade 1895 till Idaho och gjorde sin förmögenhet bland annat inom vattenkraftbranschen. Han efterträdde 1909 Frank R. Gooding som guvernör och efterträddes 1911 av James H. Hawley.
Senator Weldon B. Heyburn avled 1912 i ämbetet och Kirtland I. Perky blev utnämnd till senaten fram till fyllnadsvalet följande år. Brady vann fyllnadsvalet. Han besegrade sedan tidigare guvernören Hawley i senatsvalet 1914. Brady avled i ämbetet och efterträddes av John F. Nugent. Bradys grav finns på Mountain View Cemetery i Pocatello.